# 1925-ös magyar birkózóbajnokság
Az 1925-ös magyar birkózóbajnokság a tizenkilencedik magyar bajnokság volt. A bajnokságot június 6. és 10. között rendezték meg Budapesten, a MAC margitszigeti pályáján.

## Eredmények
| Versenyszám   | Arany                      | Arany | Ezüst                      | Ezüst | Bronz                         | Bronz |
| ------------- | -------------------------- | ----- | -------------------------- | ----- | ----------------------------- | ----- |
| Légsúly       | Magyar Armand Budapesti AK |       | Bók Endre Kaposvári MTE    |       | Németh József MÁV Gépgyári SK |       |
| Pehelysúly    | Németh Jenő Munkás TE      |       | Fehér István Budapesti AK  |       | Molnár László Törekvés SE     |       |
| Könnyűsúly    | Keresztes Lajos MAC        |       | Györgyei Ferenc Újpesti TE |       | Fleischmann Jenő Vasas SC     |       |
| Kisközépsúly  | Szalay Imre Munkás TE      |       | Janó Károly MAC            |       | dr. Laczka Sándor MAC         |       |
| Nagyközépsúly | dr. Varga Béla MAC         |       | Szabó Sándor MAC           |       | Orgoványi Lajos Újpesti TE    |       |
| Nehézsúly     | Szelky Ottó Vasas SC       |       | Dömény István Budapesti AK |       | Nagy Béla MAC                 |       |